# Martin Haar
Martin Haar (Zwolle, 2 mei 1952) is een Nederlandse voetbaltrainer en voormalig voetballer. Haar is sinds 2001 assistent-trainer bij de voetbalclub AZ.
Martin Haar doorliep de jeugdopleiding van Go Ahead Eagles eind jaren zestig, begin jaren zeventig. Hij debuteerde bij Go Ahead Eagles in 1971, in het seizoen 1973-1974 speelde Haar een jaar op huurbasis bij De Graafschap. Hij bleef tot 1977 in Deventer, waarna hij de overstap maakte naar Haarlem.
Hier kende Haar zijn beste periode als voetballer. Aan het begin van de jaren tachtig was Haar een van de sterspelers van Haarlem, dat indertijd diverse keren hoog eindigde in de eredivisie. In 1982 was hij de eerste winnaar van de Nederlandse Gouden Schoen.
In 1983 maakte Haar de overstap naar AZ, maar in Alkmaar was de glorietijd onder de gebroeders Molenaar net voorbij. Na drie seizoenen keerde Haar terug naar Haarlem. Hierna speelde hij nog kort voor Sparta Rotterdam, opnieuw Haarlem om uiteindelijk in 1989 zijn carrière op 37-jarige leeftijd af te sluiten bij FC Wageningen in de eerste divisie.
Na zijn loopbaan combineerde Haar zijn trainersactiviteiten bij AZ aanvankelijk met een baan als postbode. In 1999 werd hij hoofdtrainer bij Bad Bleiberg in Oostenrijk. Na een jaar keerde hij alweer terug in Alkmaar. Haar is in al die jaren onder meer assistent-trainer geweest van Wim van Hanegem, Co Adriaanse, Louis van Gaal en Ronald Koeman. Sinds het seizoen 2011/12 vormt Martin Haar bij AZ een assistent-trainersduo met zijn zoon Dennis Haar. Na het ontslag van Gertjan Verbeek was hij kortstondig interim-hoofdtrainer, maar sinds de terugkeer van Dick Advocaat in Alkmaar is Haar weer terug in de rol van trouwe secondant. In 2015 werd Haar aangesteld als trainer van het belofteteam, als opvolger van Reinier Robbemond, die naar FC Oss was vertrokken. Hiernaast bleef hij specialistentrainer bij het eerste elftal.
In de zomer van 2018 verliet hij AZ en werd hoofdtrainer bij RKVV Velsen.